# 萨拉扎克 (洛特省)
萨拉扎克（法語：Sarrazac，法語發音：[saʁazak]）是法国洛特省的一个旧市镇，属于古尔东区。2019年1月1日，萨拉扎克与市镇克雷桑萨克合并为新市镇克雷桑萨克-萨拉扎克。

## 地理
萨拉扎克（45°1'1"N, 1°35'20"E）面积18.38 平方千米，位于法国奧克西塔尼大區洛特省，该省份为法国西南部内陆省份，北起顺时针与科雷兹省、康塔爾省、阿韦龙省、塔恩-加龙省、洛特-加龍省和多尔多涅省接壤。
与萨拉扎克接壤的市镇（或旧市镇、城区）包括：卡济亚克、利涅拉克、蒂雷讷、卡瓦尼亚克、克雷桑萨克、屈藏斯、凯尔西地区勒维尼翁。
萨拉扎克的时区为UTC+01:00、UTC+02:00（夏令时）。

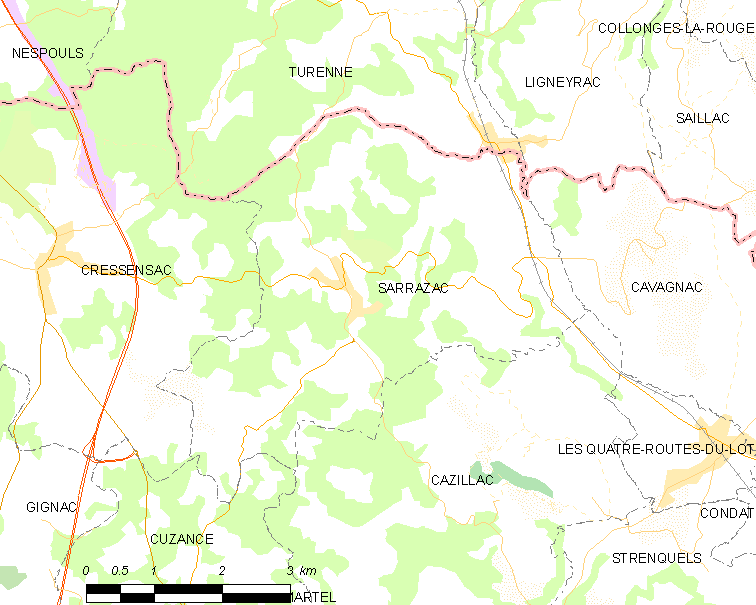
萨拉扎克的OSM定位图

## 行政
萨拉扎克的邮政编码为46600，INSEE市镇编码为46298。

## 政治
萨拉扎克所属的省级选区为马尔泰勒县。

## 人口

1962-2008年间萨拉扎克人口变化图示

萨拉扎克于2018年1月1日时的人口数量为499人。